# Déborah Kpodar

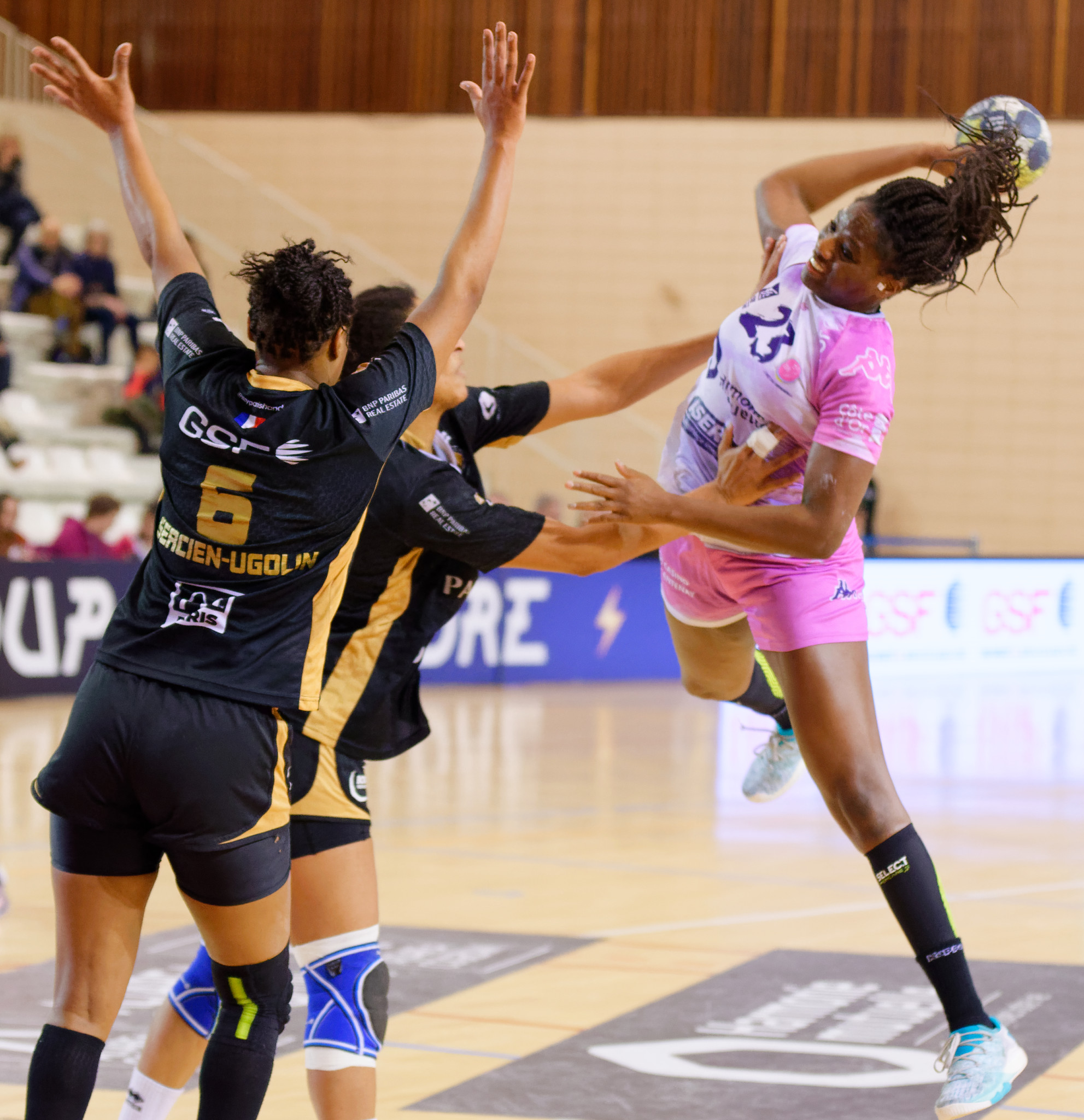
Déborah Kpodar avec Dijon en 2018.

Déborah Kpodar, née le 3 juin 1994 à L'Isle-d'Espagnac, est une joueuse française de handball, évoluant au poste d'arrière gauche.

## Biographie
Formée à Angoulême, ses bonnes prestations lui valent d'être repérée par le club de Metz dont elle rejoint le centre de formation à l'été 2012, après avoir obtenu son bac.
Elle fait ses débuts en première division lors de la saison 2013-2014, pour un total de 10 matches et 10 buts. À l'issue de la saison, le Metz Handball remporte son 19e titre de champion.
À l'été 2014, elle participe au Championnat du monde junior avec l'équipe de France, qu'elle termine à la cinquième place.
Après une saison 2014-2015 au temps de jeu réduit, elle est prêtée pour une saison en 2e division à la Stella Sports Saint-Maur. Elle y trouve un poste de titulaire au poste d'arrière gauche et figure parmi les meilleures marqueuses de 2e division. Ses bonnes performances avec Saint-Maur lui permettent de signer un contrat avec le club de le Cercle Dijon Bourgogne pour la saison suivante.
En février 2017, à l'occasion de la convocation d'une équipe de France A', elle est appelée par Olivier Krumbholz, sélectionneur national, à participer à un stage concomitant à l'étape de mars de la Golden League.
En décembre 2019, sa signature pour rejoindre le Nantes Atlantique Handball pour les deux saisons suivantes est annoncée.
En décembre 2022, elle rejoint à effet immédiat le club roumain du CS Gloria 2018 Bistrița-Năsăud.
En févriere 2025, elle a déménagé en Allemagne au BSV Sachsen Zwickau dans le Championnat d'Allemagne féminin de handball.

## Palmarès

### En club
Compétitions internationales
- Ligue européenne (C2)
  - vainqueure (1) en 2021 (avec le Nantes AHB)
  - finaliste (1) en 2024 (avec le CS Gloria Bistrița)

Compétitions nationales
- Vainqueure du Championnat de France (1) en 2014 avec Metz Handball
- Finaliste de la Coupe de France (1) en 2021  (avec le Nantes Atlantique Handball)

### En sélection
- 5e du championnat du monde junior en 2014